# Сидзукуиси
Сидзукуи́си (яп. 雫石町 Сидзукуиси-тё:) — посёлок в Японии, находящийся в уезде Иватэ префектуры Иватэ. Площадь посёлка составляет 609,01 км², население — 17 208 человек (1 августа 2014), плотность населения — 28,26 чел./км².

## Географическое положение
Посёлок расположен на острове Хонсю в префектуре Иватэ региона Тохоку. С ним граничат города Мориока, Ханамаки, Хатимантай, Сембоку, посёлки Яхаба, Сива, Нисивага и село Такидзава.

## Население
Население посёлка составляет 17 208 человек (1 августа 2014), а плотность — 28,26 чел./км². Изменение численности населения с 1980 по 2005 годы:
| 1980 | 18 696 чел. |  |
| 1985 | 19 127 чел. |  |
| 1990 | 19 013 чел. |  |
| 1995 | 19 373 чел. |  |
| 2000 | 19 750 чел. |  |
| 2005 | 19 055 чел. |  |

## Символика
Деревом посёлка считается криптомерия, цветком — хризантема, птицей — настоящая короткокрылая камышовка.